# Киряхин, Сергей Николаевич
Сергей Николаевич Киряхин (род. 27 февраля 1964, Казань) — советский и российский хоккеист, вратарь.

## Биография
Воспитанник казанского хоккея. Играл за команды СК имени Урицкого (Казань) (1981/82 — 1983/84, 1987/88 — 1988/89), «Спутник» / «Нефтяник» Альметьевск (1985/86 — 1986/87), «Химик» Воскресенск (11 матчей в конце сезона 1988/89 — заменял дисквалифицированного Алексея Червякова), «Динамо» Харьков (1989/90 — 1990/91), «Сокол» Новочебоксарск (1990/91 — 1992/93), «Торпедо» Нижний Новгород (1993/94), «Рубин» Тюмень (1996/97 — 1998/99, в начале 1997 года получил серьёзную травму), «Нефтехимик» Нижнекамск, «Сибирь» и «Сибирь-2» (обе — Новосибирск, все — 1999/2000).
По данным сайта R-Hockey Киряхин скончался 14 октября 2005 года в возрасте 41 года. В интервью 2014 года Вячеслав Рахин заявлял: «До сих пор никто не может сказать точно — погиб он или нет? Как-то Рустем Кашапов, администратор „Ак Барса“, утверждал, что видел его в Нижнекамске. Верить, нет? Дошли слухи, что он сгорел, что Киряхина, таким образом, убили за карточные долги». В программе «Ак Барса» (февраль 2020 года) сказано: «В настоящее время живёт в Купянске (Харьковская область, Украина)»; есть информация, что Киряхин играл в Купянске на любительском уровне в 2011 году.